# ثوم قاسيوني
الثوم القاسيوني (باللاتينية: Allium qasyunense) نوع نباتي عشبي يتبع جنس الثوم من الفصيلة الثومية.

## الموئل والانتشار
ينتشر في بلاد الشام.